# Alfred Hartmann (Reeder)
Alfred Hartmann (* 1947) ist ein deutscher Reeder.

## Leben
Hartmann ist gelernter Schiffsmakler und Reedereikaufmann. Nach Ausbildung und Seefahrtzeit als Kadett beim Norddeutschen Lloyd fuhr er als Nautischer Offizier und später – nach seinem Studium zum Kapitän auf großer Fahrt an der Hochschule Emden/Leer – als Kapitän auf Handelsschiffen. Nach einer Zeit als Bauaufsicht für Schiffsneubauten wurde er Personalchef in einer Reederei.
1981 machte er sich selbständig und gründete in Leer die Hartmann Reederei. 1988 gründete Hartmann eine weitere Reederei (Intership Navigation) in Limassol auf Zypern (Schwerpunkt: Transport von Massengut) sowie 1995 eine dritte Reederei (Feederlines) in Groningen (Niederlande). 2001 gründete er die Hartmann AG als Dachgesellschaft der Hartmann-Gruppe und war bis Juni 2008 ihr Vorstandsvorsitzender; seitdem ist er deren Aufsichtsratsvorsitzender.
Seit 1998 ist er Mitglied im Verwaltungsrat des VDR (Verband Deutscher Reeder, Hamburg). Seit 2013 ist er Mitglied im VDR-Präsidium. Außerdem ist er Beiratsmitglied der Nord/LB und Senator h. c. der Hochschule Emden/Leer. Ab dem 1. Januar 2015 war er Präsident des VDR. Er folgte in diesem Amt Michael Behrendt, der 2008 bis 2014 VDR-Präsident war und wurde seinerseits im Dezember 2021 von Gaby Bornheim abgelöst.
Hartmann ist verheiratet und hat drei erwachsene Kinder.